# Birgitta Ahlberg
Birgitta Ahlberg, född 1904, död 1983, var en svensk författare och redaktör för flera reseguider åt Svenska Turistföreningen.
Den Västgötska sägnen om Stacke junkrar fångade hon upp i orten Karl Gustav under en av sina många resor.

## Romaner
- Tre konungars drottning : roman från 1100-talet, roman, 1942, även översatt till danska (1943)[2]
- I krinolin, 1946
- Arvet från Stacke, 1949, ny upplaga 1991
- Stacke junkrar, 1950, ny upplaga 1992
- Gränsbo mot alvaret, 1958

## Resehandböcker
- Mälarlandskapen : Uppland, Södermanland, Västmanland och Närke, 1939
- Sydöstra Sverige : Östergötland, Småland, Blekinge och Öland, 1941
- Cykelturer i Närke och Bergslagen, 1943
- Sydvästra Sverige : Västergötland : Halland, Bohuslän och Dalsland samt Göteborgs stad, 1943
- Cykelturer i Värmland och Dalsland, 1944
- "Stockholmsliv för hundra år sedan speglat i en veckotidning", i Samfundet S:t Eriks årsbok, 1944
- Dalarna, Värmland, Bergslagen, 1945, reviderad upplaga 1949 med Värmland separat
- Göta kanal : en färd med kanalbåt Göteborg-Stockholm, 1946, andra upplagan 1952
- A trip on the Göta canal, 1947, 2nd ed. 1954
- Södra Norrland : Gästrikland, Hälsingland, Härjedalen, Jämtland, Medelpad och södra Ångermanland, tillsammans med Martin Ahnlund, 1948, 2. uppl. 1951
- Norra Norrland : Ångermanland, Västerbotten, Norrbotten och Lappland, 1949
- Turistföreningens turbok för cyklister : 60 cykelturer genom Sverige, 3. uppl., 1950
- Skåne, 6. uppl., 1951
- Ingegerd Rydelius (red.), Fjällturer i Jämtland, Härjedalen, Dalarna, 1953
- Östergötland, 1956
- Vad skall jag se i Halland? 1957
- Vad skall jag se i Västergötland? 1957, 2. uppl. 1963
- Nils Holgersson turen, tillsammans med Olof Thaning, utgiven av Statens Järnvägar, 1957
- Vad skall jag se på Öland? 1958, 2. uppl. 1963
- Stockholm, tillsammans med Otto Siegner (foto), 1958, även på tyska
- Vad skall jag se i Skåne : resehandbok, 1959, 3. uppl. 1967
- Göta kanal : en färd med kanalbåt Göteborg - Stockholm, 3. uppl. 1959
- Vad skall jag se i Småland och Blekinge? : resehandbok, 1959, 2. uppl. 1964
- Vad skall jag se i Uppland? : resehandbok, 1961
- Vad skall jag se i Värmland och Dalsland? : resehandbok, 1963
- Svenska vägboken, redigerad av Rune Lagerqvist, 1963, 4. uppl. 1966
- Vad skall jag se i Dalarna ? : Resehandbok, 1964
- Vad skall jag se i Östergötland? : resehandbok, 1965